# Alejandro Cañizares
Alejandro Cañizares Gómez (Madrid, 9 de enero de 1983) es un golfista español.
Profesional desde 2006, ha ganado 2 torneos del Circuito Europeo, disputando además 3 Majors.

## Victorias como Amateur (8)
- 2002 (2): Spanish Amateur Match Play Championship, Spanish Amateur Under 21 Championship
- 2003 (2): National Invitational, NCAA Championship
- 2004 (1): ASU Thunderbird Invitational
- 2005 (3): Big-10/Pac-10 Challenge, PING-Arizona Intercollegiate, Puerto Rico Classic

## Victorias como profesional (2)

### Circuito Europeo (2)
| Núm. | Fecha                | Torneo                           | Puntuación ganadora | A par | Margen de victoria | Subcampeones   |
| ---- | -------------------- | -------------------------------- | ------------------- | ----- | ------------------ | -------------- |
| 1    | 20 de agosto de 2006 | Imperial Collection Russian Open | 66-67-67-66=266     | −22   | 4 golpes           | David Drysdale |
| 2    | 16 de marzo de 2014  | Trophée Hassan II                | 62-68-69-70=269     | −19   | 5 golpes           | Andy Sullivan  |

## Resultados en los grandes
| Torneo                | 2010 | 2011 | 2012 |
| --------------------- | ---- | ---- | ---- |
| Masters de Augusta    | DNP  | DNP  | DNP  |
| U.S. Open             | DNP  | DNP  | DNP  |
| The Open Championship | T27  | CUT  | CUT  |
| PGA Championship      | DNP  | DNP  | DNP  |

CUT = No pasó el corte

DQ = Descalificado

"T" indica: empatado con otros.

Fondo amarillo indica puesto entre los 10 primeros (top-10).

## Apariciones en Equipo
Amateur
- Jacques Léglise Trophy (representando a Europa Continental): 2001 (ganadores)
- Arnold Palmer Cup (representando a Europa): 2003 (ganadores), 2004 (ganadores), 2005 (ganadores), 2006 (ganadores)